# Семёновская (приток Шачи)
Семёновская — река в России, протекает в Сусанинском районе Костромской области. Устье реки находится в 91 км по правому берегу реки Шачи. Длина реки составляет 13 км.
Река берёт начало севернее села Попадьино в 19 км к северо-востоку от посёлка Сусанино. Река течёт на юго-восток, затем на юго-запад, в верхнем и среднем течении на реке стоит село Попадьино. В нижнем течении втекает в Семёновское болото, в котором и впадает в Шачу.

## Данные водного реестра
По данным государственного водного реестра России относится к Верхневолжскому бассейновому округу, водохозяйственный участок реки — Кострома от истока до водомерного поста у деревни Исады, речной подбассейн реки — Волга ниже Рыбинского водохранилища до впадения Оки. Речной бассейн реки — (Верхняя) Волга до Куйбышевского водохранилища (без бассейна Оки).
По данным геоинформационной системы водохозяйственного районирования территории РФ, подготовленной Федеральным агентством водных ресурсов:
- Код водного объекта в государственном водном реестре — 08010300112110000012694
- Код по гидрологической изученности (ГИ) — 110001269
- Код бассейна — 08.01.03.001
- Номер тома по ГИ — 10
- Выпуск по ГИ — 0